# Helvetische Republiek
De Helvetische Republiek was tussen 1798 en 1803 de staat die door de Fransen was ingevoerd na hun verovering en afschaffing van het Oude Eedgenootschap, dat ondertussen de Confederatie van de XIII kantons was geworden. Het grondgebied van de Helvetische Republiek kwam in grote mate overeen met dat van het huidige Zwitserland. In 1803 vervingen de Fransen met de Mediationsakte de Helvetische Republiek door de Confederatie van de XIX kantons.
Op 5 maart 1798 marcheerden Franse troepen het gebied dat vandaag de dag Zwitserland is binnen. Het toen bestaande Oude Eedgenootschap, op dat moment de Confederatie van de XIII kantons, stortte in elkaar. Op 12 april 1798 werd de Helvetische Republiek opgericht als een bufferstaat, net zoals de Bataafse Republiek er ook een was, die de Fransen oprichtten om hun land te beschermen. De bezettende troepen organiseerden een gecentraliseerde staat, gebaseerd op de ideeën van de Franse Revolutie. Deze zogenaamd progressieve ideeën werden niet aanvaard door de lokale bevolking. In Nidwalden begon een opstand, die evenwel werd onderdrukt door de bezettende troepen.
Er was geen eenheid binnen de oude Confederatie van de XIII kantons. Staatsgrepen kwamen geregeld voor, maar de Fransen bleven aan de macht. De bezettende troepen plunderden vele dorpen en steden, waardoor het moeilijk werd om een nieuwe werkende staat te creëren. In combinatie met het plaatselijk verzet zorgden de economische problemen van de republiek dan ook voor het falen van de staat. De instabiliteit in de republiek bereikte een hoogtepunt tussen 1802 en 1803. In 1803 werden de aanwezige Franse troepen versterkt.
Op 19 februari 1803 gaf Napoleon Bonaparte de kantons meer macht terug met de Mediationsakte, waardoor de gecentraliseerde staat werd afgeschaft en de Confederatie van de XIX kantons ontstond.

## Indeling
Ten tijde van de Helvetische Republiek waren de kantons, die daarvoor praktisch zelfstandig waren, tot louter bestuurseenheden gedegradeerd. Juist om de oude kantonstructuren af te breken werden er nieuwe kantongrenzen getrokken. De kantons  waren vanaf 1798:

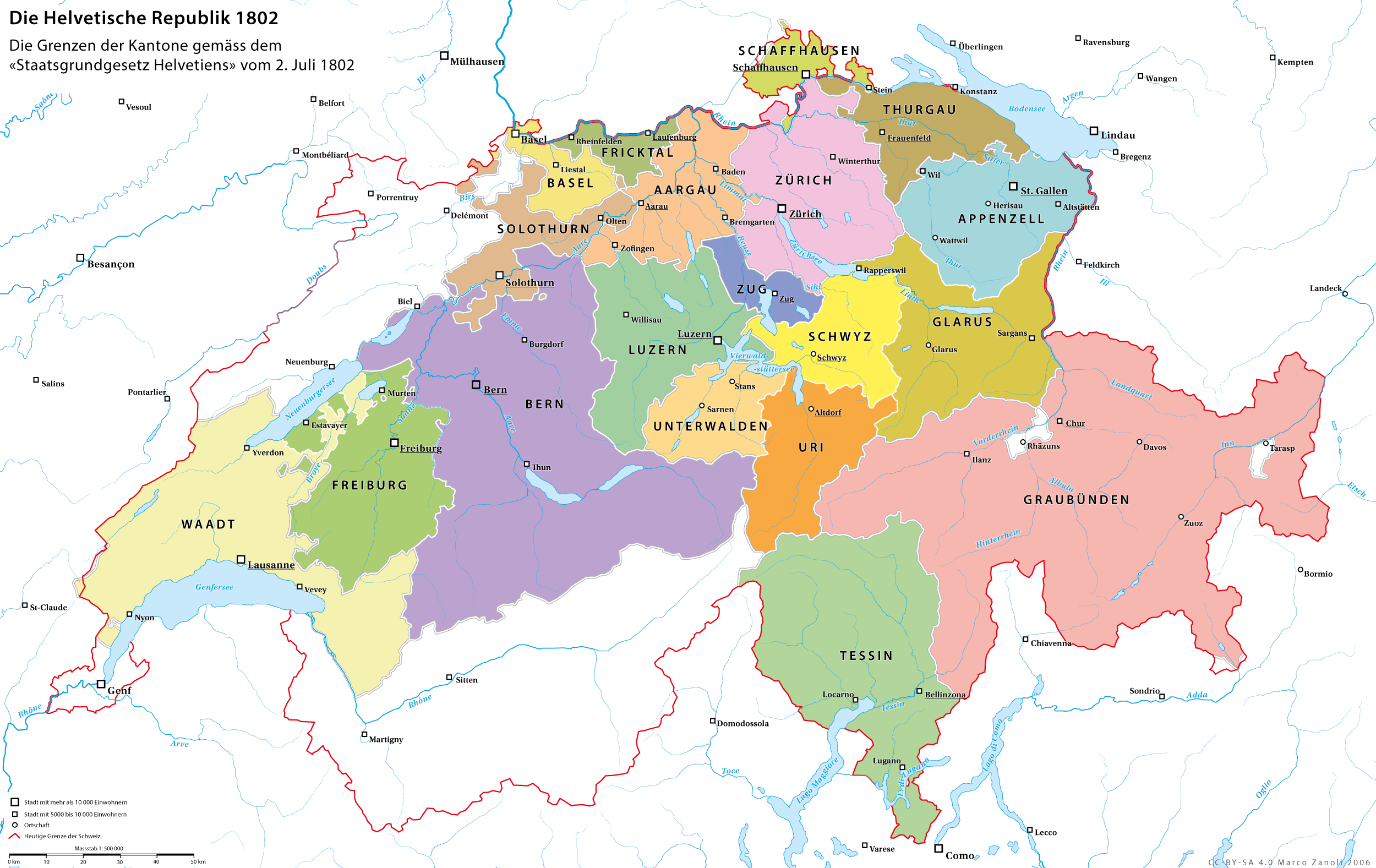
De Helvetische Republiek in 1802.

- Aargau (zonder Baden en Fricktal)
- Baden
- Bazel
- Bellinzona
- Bern (zonder kanton Oberland)
- Fricktal
- Fribourg
- Léman (Vaud)
- Linth
- Lugano
- Luzern
- Oberland
- Rätien (Graubünden)
- Säntis
- Schaffhausen
- Solothurn
- Thurgau
- Unterwalden
- Waldstätten
- Valais
- Zürich